# مهدوية (تيرجرد)
مهدوية (بالفارسية: مدوئیه) هي قرية تقع في إيران في قسم تيرجرد الريفي. يقدر عدد سكانها بـ 138 نسمة .